# Rompiendo el Silencio
Rompiendo el Silencio (oficialmente Agrupación Lésbica Rompiendo el Silencio) es una organización social lésbica feminista chilena establecida en 2014 que reúne principalmente a lesbianas y bisexuales. Tiene sus orígenes en la revista homónima virtual e impresa —también conocida como RSmagazine—, fundada en 2002 y que fue la primera publicación impresa chilena que se vendió en los kioscos y dedicada principalmente a difundir la cultura lésbica.

## Historia

### Revista
Los antecedentes de Rompiendo el Silencio se remontan al espacio homónimo en el programa «Ama-zonas», emitido en 1998 por Radio Tierra y creado en la Coordinadora Lésbica. La revista digital fue fundada el 14 de mayo de 2002 —logrando más de 3000 visitas en su primer día—, y surgió como respuesta al lanzamiento del periódico OpusGay, al cual criticaban por omitir las temáticas lésbicas en sus páginas.
Con el pasar de los años la revista logró publicar una edición impresa, la cual era vendida en las calles de su país de origen entre junio de 2008 y septiembre de 2010, convirtiéndose así en la primera revista para lesbianas en Chile que se vendía en los kioscos (otras sólo tenían una distribución entre sus mismas comunidades) de contenido feminista además de presentar artículos periodísticos y profesionales; el lanzamiento oficial de la revista se realizó el 11 de junio de 2008 en el Centro Arte Alameda. Contó con una larga red de lectoras no solo de Chile, sino de toda Latinoamérica, siendo creada y dirigida por la periodista y activista lesbofeminista Érika Montecinos.

### Organización social
En 2013 se iniciaron las gestiones para que la «Agrupación Lésbica Rompiendo el Silencio» se convirtiera en una organización social y obtuviera la personalidad jurídica, lo cual alcanzó en febrero de 2014.
En mayo de 2014, Rompiendo el Silencio se integró al Frente de la Diversidad Sexual, agrupación que reunía a distintas asociaciones LGBT de Chile con el fin de coordinar acciones en defensa de sus derechos y que también estaba compuesta por Acción Gay, Fundación Daniel Zamudio, Fundación Iguales, MUMS, Organización de Transexuales por la Dignidad de la Diversidad, Todo Mejora y Valdiversa, sumándose posteriormente Fundación Daniel Zamudio, Red de Psicólogos de la Diversidad Sexual, Somos Coquimbo y Mogaleth.
La agrupación sigue existiendo hasta la actualidad y es considerada la principal organización de lesbianas en el país. En 2024 la agrupación gestionó la construcción de un monumento a Mónica Briones, que fue inaugurado el 12 de marzo de 2025 en la intersección de Merced con Irene Morales, lugar donde fue asesinada el 9 de julio de 1984.